# 月刊おたる
月刊おたる（げっかんおたる）は、株式会社月刊おたるが発行する月刊誌。北海道内のタウン誌としては現存最古の雑誌となっている。

## 概要
小樽市出身の詩人で、札幌の出版社での勤務経験を持つ米谷祐司（2011年没）が、ミツウマゴム・北海道中央バス・かま栄社長など地元財界の有力者からの要望を受け、「地元のために何か始めるべき」の助言のもと、米谷を中心に数名のメンバーと共に会社を設立し、1964年7月に創刊。また本誌の創刊の他米谷はおたる潮まつりの創設にも携わり、2016年には月刊おたる社が潮まつりの50回記念誌の編集に協力している。
装丁は上着のポケットに入れて持ち歩ける事を意識したB6判で、表紙は地元の画家が描いた小樽市内を題材とした風景画を掲載。誌面は米谷が文芸サークルを主宰していたこともあり、小樽市内の情報と市民からの文芸をそれぞれ半分の割合で掲載する構成としており、政治家・経済人・芸術家等と米谷の本音のやり取りを含んだ対談記事が人気を集めた他、「おたるの人」コーナーでは2014年までに延べ2,000人以上の市民を紹介した。巻頭には創刊以来「この小さな雑誌をふる里を愛する人びとにささげます 海と山につつまれた港まち小樽の かぎりない夢と繁栄をねがいながら いつも新鮮でありますように いつもこころの友でありますように 皆様のお引立のほどお願いもうしあげます」との米谷の挨拶が記述されている。記事は「小樽の悪口は書かない」とする編集方針としているが、問題提起的な記事も掲載し1970年代後半には小林多喜二や伊藤整といった小樽市ゆかりの作家資料の保存・展示の必要性を訴え市立小樽文学館の建設へとつながったほか、小樽運河保存運動への支援も行った。この他米谷の人脈を生かして伊藤整、更科源蔵、河邨文一郎、一原有徳などといった著名人も執筆陣に加わっていた。
2011年12月の米谷の死去後は休刊が検討されたものの周囲から存続を求める声もあり、小樽市内の街頭放送事業を担う「北海道時事放声社」社長の森元勝章と保険代理店を経営する山本一博が中心となり存続に動き、2人が地元財界に顔が利いていたこともあり本誌の支援の輪が広がり部数減に歯止めをかけ、その後も小樽市内の人々や企業の紹介を続けており、3代目編集長の藤森五月は「人と人を結ぶ架け橋のような雑誌でありたい」、3代目発行人の山本は「小樽からのメッセージを届けることも役割の一つ」といった方針を述べている。

## 沿革
- 1964年 - 7月号より創刊[2]。
- 1966年3月号 - 対談コーナーを開始、2011年まで実施[2]。
- 1972年10月 - 第100号発行[2]。
- 1976年7月号 - 杉の目和夏が2代目編集長に就任。
- 2006年3月号 - 第500号発行[4]。
- 2006年7月号 - 藤森五月が3代目編集長に就任。
- 2011年12月 - 創設者の米谷祐司が死去[2]。
- 2012年 - 森元勝章が2代目発行人に就任[2]。
- 2014年6月号 - 第600号発行[6]。
- 2018年 -　森元勝章が死去、山本一博が3代目発行人に就任[2]。
- 2019年 - 現編集長藤森五月による対談コーナーを開始[2]。
- 2022年10月号 - 第700号発行[1]。

## 発行・販売体制
創刊時は9千部を発行し、その後小樽運河保存運動などで共感を得て協賛企業を増やし1990年代後半には1万部を超えたが、景気の低迷で協賛企業が減少し2010年頃には3,000部未満に下落、その後創設者の米谷の死後に新発行人による体制で部数減少に歯止めをかけ、700号を迎えた2022年9月時点では2,760部を発行。また定期購読については約300名が購読し7割が北海道外在住の小樽出身者となっている。
書店での販売は行わず、協賛企業がまとまった部数を買い上げ顧客に配布する形を主とし、米谷は協賛企業と読者の交流で新しい文化の発生を期待し、「人という点が、行動という線で人・場所と結びつき、市政・商業・生活・文化の面になる」「月刊おたるは人と人、人と商店の架け橋にならなくてはならない」との考えを尊重しインターネットでの発信はFacebookでの目次情報の掲載を除き行っていない。配布先となる協賛企業は2022年時点で約50箇所を数える。